# Classement du Billboard
Depuis le 4 janvier 1936, le magazine américain Billboard publie son premier classement musical, le hit parade et le 20 juillet 1940 le premier Music Popularity Chart était calculé. C'est depuis 1958 qu'il publie le Hot 100, combinant les ventes de single et les diffusions radio.

## Singles et titres

### États-Unis

#### Classements tout types musicaux
| Nom du classement              | Critères                                      | Création | Nombre de places | Description |
| ------------------------------ | --------------------------------------------- | -------- | ---------------- | --- |
| Billboard Hot 100              | Ventes de singles Streaming Diffusions radios | 1958     | 100              | Classement principal des Etats-Unis |
| Bubbling Under Hot 100 Singles | Ventes de singles Streaming Diffusions radios | 1959     | 25               | Liste des 25 chansons classés sous le Hot 100 et qui ne sont jamais apparues dans le Hot 100. |
| Heatseekers Songs              | Ventes de singles Streaming Diffusions radios | 1991     | 25               | - Classement des chansons de nouveaux artistes/groupes qui n'ont jamais atteint le top 50 des Hot 100. - Si une chanson atteint le top 50, elle et tous les singles ultérieurs de l'artiste/du groupe sont inéligibles pour le classement. |
| Hot 100 Airplay                | Diffusions radios                             | 1984     | 50               | Classement radio. Prend en compte 1233 radios américaines. |
| Hot Singles Sales              | Ventes physiques                              | ?        | 15               | Ventes physiques. Classement non régulier. |
| Digital song sales             | Ventes digitales                              | 2005     | 50               | Classement des ventes digitales |
| Hot Digital Tracks             | Ventes digitales                              | 2005     | 75               | - Classement des ventes digitales. - Les différentes versions d'une chanson peuvent être classés plusieurs fois. Classement non régulier.                                                                                                  |
| Streaming songs                | Streaming                                     | 2013     | 50               | Classement des titres en streaming |

#### R&B/Hip-Hop
| Nom du classement              | Critères                                          | Création | Nombre de places | Description                        |
| ------------------------------ | ------------------------------------------------- | -------- | ---------------- | ---------------------------------- |
| Hot R&B/Hip-Hop Songs          | Ventes de singles, Streaming et diffusions radios |          | 50               | Classement hip hop des Etats-Unis  |
| Hot R&B/Hip-Hop Airplay        | Diffusions radios                                 |          | 50               |                                    |
| R&B/Hip-Hop Digital Song Sales | Ventes digitales                                  |          | 50               | Classement des ventes digitales    |
| R&B/Hip-Hop Streaming Songs    | Streaming                                         |          | 50               | Classement des titres en streaming |
| Hot Rap songs                  |                                                   |          | 25               |                                    |

Hot R&B/Hip-Hop Singles Sales
Hot R&B/Hip-Hop Recurrents
Hot R&B/Hip-Hop Recurrent Airplay
Bubbling Under R&B/Hip-Hop Singles

#### Pop
Pop 100
Pop 100 Airplay
Top 40 Mainstream
Rhythmic Top 40
Adult Top 40
Top 40 Adult Recurrents
Adult Contemporary
Adult Contemporary Recurrents

#### Rock
Modern Rock Tracks
Mainstream Rock Tracks

#### Country
| Nom du classement       | Critères                                      | Création | Nombre de places | Description                         |
| ----------------------- | --------------------------------------------- | -------- | ---------------- | ----------------------------------- |
| Hot Country Songs       | Ventes de singles Streaming Diffusions radios | ?        | 50               | Classement des chansons country     |
| Country Airplay         | Diffusions radios                             | 1990     | 60               | Classement radio.                   |
| Country Digital song    | Ventes digitales                              | ?        | 50               | Classement des ventes digitales.    |
| Country Streaming songs | Streaming                                     | ?        | 50               | Classement des titres en streaming. |

#### Dance
| Nom du classement                        | Critères                                              | Création | Nombre de places | Description |
| ---------------------------------------- | ----------------------------------------------------- | -------- | ---------------- | --- |
| Hot Dance/Electronic Songs               | Discothèque                                           | 1976     | 50               | Classement des titres les plus diffusés en discothèque. |
| Hot Dance Club Songs                     | Diffusions radios, ventes, téléchargements, streaming | ?        | 50               | Méthodologie identique au Billboard Hot 100. Les versions remixées de musique pop, rock, R&B, hip-hop et / ou d'autres genres ne sont pas éligibles pour ce classement.                                                        |
| Dance/Mix Show Airplay                   | Diffusions radios                                     | 2003     | 40               | Méthodologie identique au Billboard Hot 100. Mais le classement prend en compte les versions remixés de chansons Dance uniquement. Les versions remixées de d'autres genres musicaux ne sont pas éligibles pour ce classement. |
| Dance/Electronic Digital Songs           | Téléchargements                                       | 2010     | 50               | |
| Dance/Electronic Digital Streaming Songs | Streaming                                             | ?        | 25               | |

#### Latin
Hot Latin Tracks
Latin Pop Airplay
Latin Regional Mexican Airplay
Latin Tropical Airplay
Latin Rhythm Airplay

#### Musique chrétienne contemporaine
Hot Christian Songs
Hot Christian Adult Contemporary
Hot Gospel Tracks

#### Sonneries téléphoniques
Hot Videoclips
Hot Ringtones
Hot RingMasters

### Canada
Canadian Hot 100
Canadian Singles Chart

### Classements international
Le tableau ci-dessous liste les classements qui recouvre plusieurs pays à la fois. 
| Nom du classement           | Critères                     | Création | Nombre de places | Description                                                                 |
| --------------------------- | ---------------------------- | -------- | ---------------- | --------------------------------------------------------------------------- |
| Billboard Global 200        | Téléchargements et Streaming | 2020     | 200              | Classement mondial des titres.                                              |
| Billboard Global Excl. U.S. | Téléchargements et Streaming | 2020     | 200              | Classement mondial des titres en dehors des Etats-Unis.                     |
| World Digital Song Sales    | Téléchargements              | 2010     | 15               | Classement des singles numériques étrangers les plus vendus aux États-Unis. |
| Euro Digital Song Sales     | Téléchargements              | 2008     | 20               | Classement des singles numériques les plus vendus en Europe.                |

## Albums
| Nom du classement            | Nombre de places |
| ---------------------------- | ---------------- |
| Billboard 200                | 200              |
| Top Album Sales              | 100              |
| Current Album Sales          | 100              |
| Top Pop Catalog Albums       | 50               |
| Top Internet Albums          | 40               |
| Tastemaker Albums            | 25               |
| Digital Albums               | 50               |
| Heatseekers Albums           | 25               |
| Independent Albums           | 50               |
| Top Rock Albums              | 50               |
| Top Alternative Albums       | 25               |
| Top Hard Rock Albums         | 25               |
| Americana/Folk Albums        | 25               |
| Top R&B/Hip-Hop Albums       | 50               |
| R&B/Hip-Hop Catalog Albums   | 25               |
| Top Rap Albums               | 25               |
| R&B Albums                   | 25               |
| Top Country Albums           | 50               |
| Country Catalog Albums       | 25               |
| Top Bluegrass Albums         | 15               |
| Top Latin Albums             | 50               |
| Top Regional Mexican Albums  | 20               |
| Latin Pop Albums             | 20               |
| Tropical Albums              | 20               |
| Latin Rhythm Albums          | 15               |
| Classical Albums             | 25               |
| Traditional Classical Albums | 15               |
| Classical Crossover Albums   | 15               |
| Christian Albums             | 50               |
| Top Gospel Albums            | 25               |
| Top Jazz Albums              | 35               |
| Traditional Jazz Albums      | 15               |
| Contemporary Jazz Albums     | 15               |
| Dance/Electronic Albums      | 25               |
| Dance/Electronic Album Sales | 25               |
| Top Blues Albums             | 15               |
| Cast Albums                  | 15               |
| Comedy Albums                | 10               |
| Compilation Albums           | 20               |
| Top Holiday Albums           | 50               |
| Kid Albums                   | 15               |
| New Age Albums               | 10               |
| Reggae Albums                | 10               |
| Top Soundtracks              | 30               |
| Vinyl Albums                 | 25               |
| World Albums                 | 15               |
| Canadian Albums              | 100              |